# Пантелеимон (Максунов)
Епи́скоп Пантеле́имон (в миру Георгий Петрович Максунов; 25 мая (6 июня) 1872, посёлок Хайта, Иркутский округ, Иркутская губерния — 11 февраля 1933, Мариинск, Западно-Сибирский край) — епископ Русской православной церкви, епископ Хабаровский, викарий Благовещенской епархии.

## Биография
Родился в 1872 году в поселке Хайта Иркутского округа Иркутской губернии, в крестьянской семье.
Окончил 5 классов Иркутского промышленно-технического училища.
Стал одним из первых насельников Шмаковского Троицкого Никольского монастыря, где в 1897 году был пострижен в монашество.
Был одним из ближайших сподвижников и учеников настоятеля обители архимандрита Сергия (Озерова). В монастыре, как позже сам рассказывал, «исполнял должность больничника, затем учителя монастырской школы, иеромонаха и впоследствии духовника братии и мирян-богомольцев.» Служение духовника начал около 1900 года и нёс до закрытия обители в 1924 году.
После закрытия монастыря он продолжал связь с отцом Сергием, навестив его в Ростове Великом, куда тот переселился в 1928 году.
В том жего году, по свидетельству лиц, близких архимандриту Сергию, митрополит Сергий (Страгородский) вызывал отца Сергия в Москву для назначения на архиерейскую кафедру, но архимандрит Сергий отклонил это предложение и вместо себя предложил отца Пантелеимона.
В том же 1928 году в Ростове Великом он был наречен и хиротонисан во епископа епископа Хабаровского, викария Благовещенской епархии.
Прибыл во Владивосток, но оттуда на Камчатку выехать не смог.
В декабре того же года получил назначение быть временно управляющим Благовещенской епархией с жительством в Хабаровске, где поселился по адресу ул. Ленинградская, 32-2. Условия служения в Приамурье того времени отличались засильем обновленчества, небольшим распространением григорианского раскола, обострением безбожных гонений на Церковь.
Был арестован Иркутским ОГПУ или в самом конце 1928 года, или в начале 1929 года. С епископа Пантелеимона была взята подписка о невыезде.
В начале 1930-х годов владыка Пантелеймон был арестован — уже в 1931 году временно управляющим Хабаровской епархией был назначен Герман (Коккель).
Был арестован 10 июня 1931 года, осуждён за «контрреволюционную деятельность в составе „Тихоновского духовенства и монашества Дальневосточного края“» и отправлен в Мариинские лагеря, где и скончался в тюрьме 11 февраля 1933 года.